# 穆杜斯國家公園
穆杜斯國家公園（瑞典語：Muddus nationalpark）是瑞典的一個國家公園，位於瑞典的北部。穆杜斯國家公園全部位於拉普蘭，大部分地區位於耶利瓦勒市镇。穆杜斯國家公園內有瑞典歷史最古老的松樹，數齡超過710年。